# Col des Mourèzes
Le col des Mourèzes est un col routier situé dans le Massif central en France. À une altitude de 559 mètres, il se trouve en région Occitanie, dans le département du Gard, au nord du Vigan.

## Accès
Le col se trouve sur la route départementale 170.

## Géographie
Dans les Cévennes, entre les communes du Vigan et de Mandagout, le col est environné par le bois de Randavel. Il est emprunté par le sentier de grande randonnée GR60A.

## Histoire
C'est par la Ronde cévenole, une boucle de 40 km à parcourir dix fois, courue pour la dernière fois en 1998, que le col a connu ses instants de gloire. Créé en 1956, le Critérium des Cévennes perpétue cette tradition locale du sport automobile.

## Activités

### Cyclisme
Le col figure pour la première fois au programme de la 6e étape (3e catégorie) du Tour de France 2020 entre Le Teil dans l'Ardèche et le mont Aigoual. Le coureur irlandais Nicolas Roche passe en tête au col.